# Mars Pathfinder
Mars Pathfinder (MESUR Pathfinder) é uma sonda veicular robótica construída pela NASA e que pousou com uma base fixa levando um rover de exploração para o planeta Marte, em 1997. Consistia no veículo de pouso renomeado para Carl Sagan Memorial Station e um robô motorizado de 10,6kg, nomeado Sojourner, que se tornou o primeiro rover operado fora do sistema Terra-Lua.
Lançada em 4 de dezembro de 1996 pela NASA a bordo do foguete Delta II um mês antes da Mars Global Surveyor, ela pousou em Marte em 4 de julho de 1997 em Ares Vallis, em uma região chamada de Chryse Planitia, no Quadrângulo de Oxia Palus. O lander abriu, expondo o rover que conduziu diversos experimentos na superfície marciana.
A missão levava vários instrumentos científicos para analisar a atmosfera, clima, geologia, composição do solo e das rochas de Marte. Foi o segundo projeto do Programa Discovery da NASA, que promove o uso de naves de baixo custo e lançamentos frequentes, sob o lema de "mais rápido, mais barato e melhor", promovido pelo então administrador da agência, Daniel Goldin. A missão foi dirigida pelo Jet Propulsion Laboratory (JPL), divisão da California Institute of Technology, responsável pelo programa de rovers da NASA. O diretor de projetos da época era Tony Spear.
Esta foi a primeira de uma série de missão à Marte que incluía rovers e foi a primeira missão bem-sucedida a pousar em Marte depois das duas missões do Programa Viking, que pousou sondas no planeta vermelho em 1976. Embora a União Soviética tenha enviado, com sucesso, rovers para a Lua como parte do Programa Lunokhod, nos anos 1970, as tentativas soviéticas de se usar um rover em Marte não foram bem-sucedidas.
Além dos experimentos científicos, a missão da Mars Pathfinder foi um teste para uma série de novas tecnologias, como o airbaig programado para abrir na descida e o sistema de controle de desvio de obstáculos no rover. A missão também foi notável por ter sido muito mais barata que missões robóticas anteriores. Originalmente, a missão foi concebida para o programa MESUR (Mars Environmental Survey).

## Objetivos da missão
- provar que o desenvolvimento de uma nave "mais rápida, melhor e mais barata" era possível (três anos de desenvolvimento a um custo de 150 milhões de dólares);
- mostrar que era possível enviar uma carga de instrumentos científicos para outro planeta com um sistema simples e a 1/15 do custo das missões do Programa Viking, que custou ao todo 935 milhões de dólares em 1974;[5]
- demonstrar o comprometimento da NASA com exploração espacial de baixo custo ao finalizar uma missão ao custo de 280 milhões de dólares, incluindo lançamento e operações em outro planeta.

## Panoramas de Marte feitos pela Pathfinder

Panorama do sítio de pouso
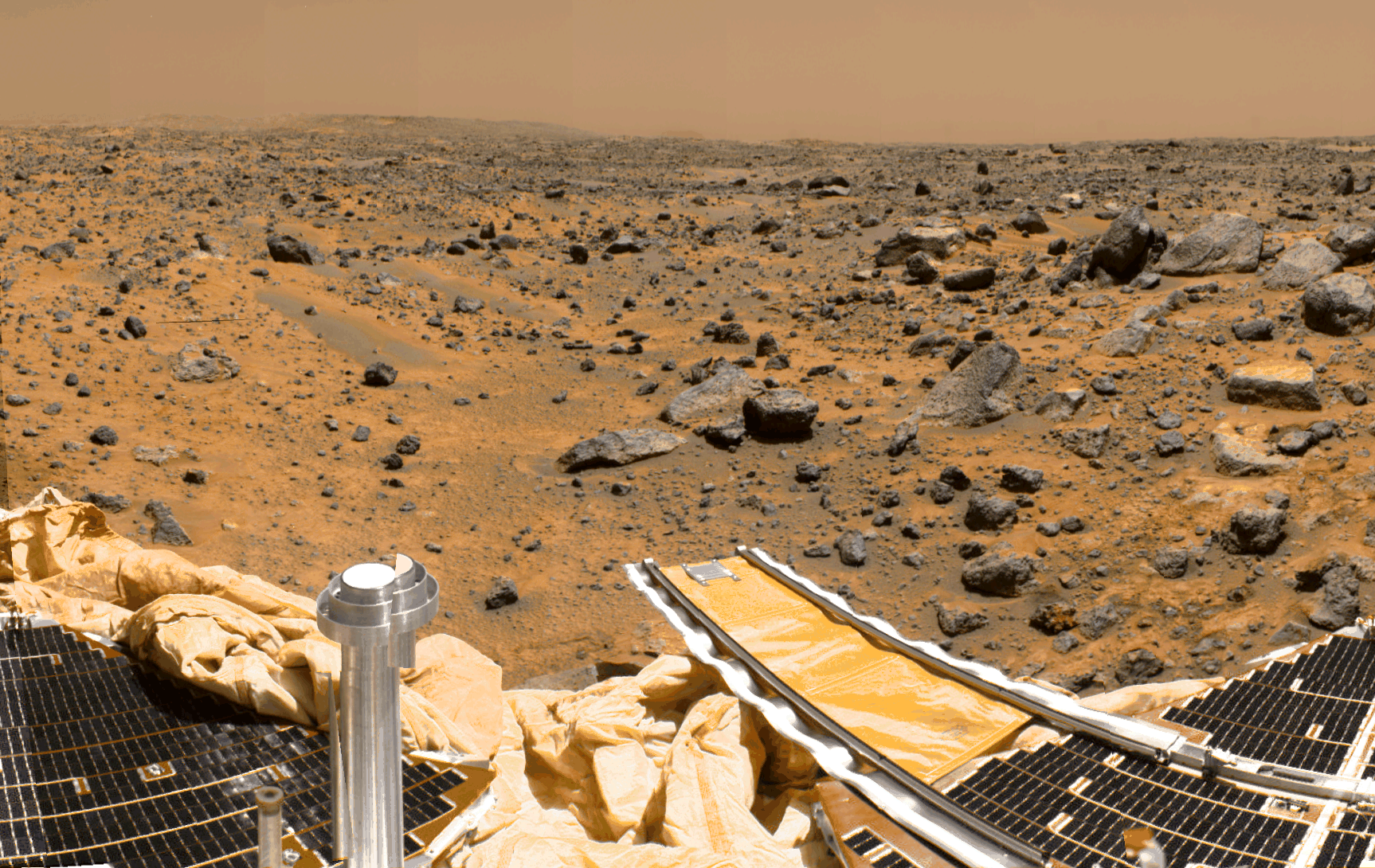
Panorama de Marte
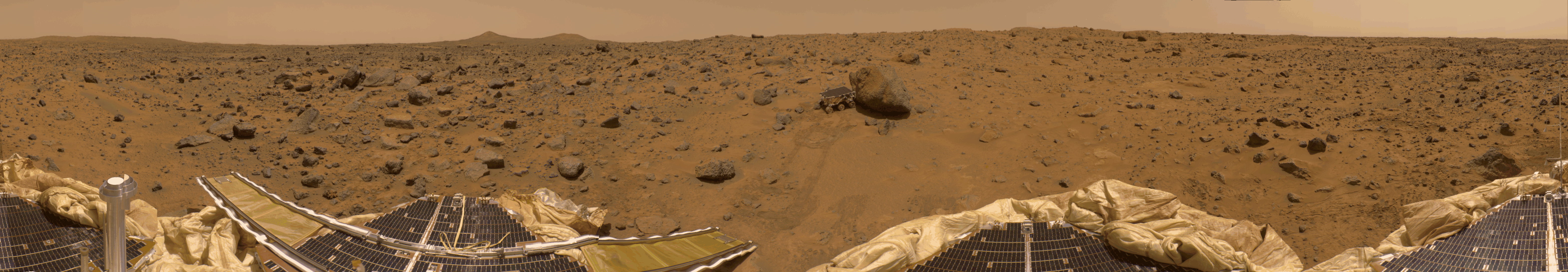
Outro panorama mostrando o relevo marciano